# 阿莫里乌姆
阿莫里乌姆是位于小亚细亚弗里吉亚地区的一座古城，建立于希臘化時代时期，并在拜占庭帝国时期蓬勃发展，后于838年阿拉伯人劫掠之后逐渐衰落。它坐落在拜占庭帝国自君士坦丁堡至奇里乞亚的军事道路上。遗迹位于如今土耳其阿菲永卡拉希萨尔省埃米爾達以东约13公里的希萨尔柯伊村周围。
阿莫里乌姆（Amorium）是其希腊名字阿莫里翁（Ἀμόριον）的拉丁化形式，阿拉伯或伊斯兰教的文献中称之为阿穆里耶（ʿAmmūriye）。奥斯曼统治时期，该地再未能重拾其重要性，其被称作Hergen Kale或Hergen Kaleh。

## 历史

### 古代
这座城市在大约公元前133年至公元前27年之间开始铸造自己的硬币，一直到公元3世纪，这表明它在拜占庭时期之前已发展成为定居点，及其军事重要性。

### 拜占庭时期

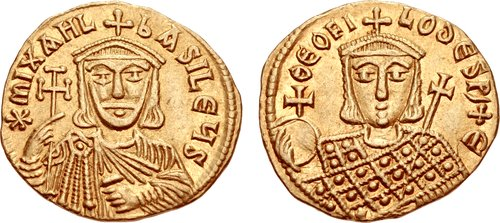
带有米海尔二世及其子狄奥斐卢斯头像的索利都斯金币

阿莫里乌姆最晚在431年时就成为了教區，当时其主教参加了以弗所公會議；此前于381年举行的第一次君士坦丁堡公會議，阿莫里乌姆则是由一位牧师参加。
尽管皇帝芝诺于5世纪加强了此地的防御，但直到7世纪这里也并无突出之处。阿莫里乌姆位于小亚细亚中部，战略位置重要，使之在穆斯林征服黎凡特后成为了拜占庭帝国对抗倭马亚王朝军队至关重要的据点。这座城市于646年首次遭到穆阿威叶一世的进攻，666年向阿卜杜勒·拉赫曼·伊本·哈立德投降，669年被耶齐德一世占领，后又被君士坦斯二世的将军安德里亚斯（Andreas）夺回。此后的两个世纪中，其多次成为穆斯林侵袭小亚细亚时的目标，更是在716及796年被围城。之后，它成为拜占庭安纳托利亚军区的首府。742至743年间，其为皇帝君士坦丁五世平定阿尔塔瓦兹德叛乱的重要基地。820年，阿莫里人米海尔二世成为拜占庭皇帝，建立了阿莫里王朝。该城市进入了其最繁荣的时期，成为了小亚细亚最大的城市。然而在838年，穆阿台绥姆哈里发发动了一场战争，主要针对该城市，它被占领并夷为平地，这在阿布·塔马姆的一首诗中有所记载。
此后城市虽被重建，但又在931年遭塞迈勒·杜莱菲焚毁。尽管如此，至少直到11世纪这里还是拜占庭的一个活跃城市。曼齐刻尔特战役之后，此地被塞尔柱人毁掉，众多居民被杀害。阿历克塞一世于1116年在阿莫里乌姆击败塞尔柱人，但该地区再未恢复之前的样子。
根据穆罕默德·伊德里西与哈马达拉·穆斯陶菲·加兹维尼的记载，12至14世纪间当地依旧十分重要。

## 遗址
虽然阿莫里乌姆的名字出现在18或19世纪的很多地图上，其真实位置却长期无人知晓。1739年，其由理查德·波科克重新发现，但是首次拜访这里的西方学者却是英国地理学家威廉·约翰·汉密尔顿（1836年）。此后，地图上阿莫里乌姆的位置变得更加精准。
1987年，牛津大学的R·M·哈里森对该地进行了初步的调查，发掘工作于1988年开始。自发掘工程之初，其主要目的就是调查拜占庭时期的阿莫里乌姆。1989与1990年间，对上城的人造土丘进行了密集的地表调查。2001年，尽管已经在全面发掘，阿里·卡亚还是对上城发现的一座教堂进行了地理考察。

## 知名人物
- 伊索，希腊寓言家，传说来自阿莫里翁[12]
- 米海尔二世，拜占庭皇帝，阿莫里王朝建立者
- 阿莫里翁的圣布莱斯（英语：Saint Blaise of Amorion）（908年去世），基督教僧人及圣徒

## 书籍
- Ivison, Eric A. . Henning, Joachim  (编). . de Gruyter. 2007: 25–59. ISBN 978-3-11-018358-0.
- Karolidis, Pavlos.  [The city of Amorion in Christian and Mohammedan history and poetry]. Athens: Τύποις Π. Δ. Σακελλαρίου. 1908  [2019-09-08]. （原始内容存档于2020-10-07） （希腊语）.
- Kazhdan, Alexander (编). . Oxford University Press. 1991: 79–80. ISBN 978-0-19-504652-6.
- Lightfoot, Chris. . Istanbul: Homer Kitabevi. 2006. ISBN 978-975-8293-80-3.